# 索贊蘆薈
索贊蘆薈（学名：Aloestrela suzannae）是馬達加斯加特有的一種蘆薈。它們現正處於濒危狀況，並受到《瀕危野生動植物種國際貿易公約》附錄一的保護。